# Alessandro Sallusti

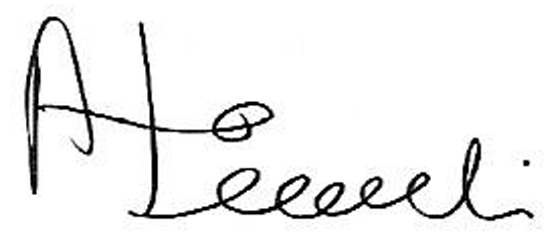
Firma di Sallusti

Alessandro Sallusti (Como, 2 febbraio 1957) è un giornalista e opinionista italiano, dal 7 settembre 2023 direttore responsabile de il Giornale.

## Biografia
Nato nel 1957, Sallusti è figlio di Alberto e nipote di Biagio Sallusti, tenente colonnello del Regio Esercito che dopo l'armistizio aveva aderito alla Repubblica Sociale Italiana e che, secondo quanto asserito dal nipote Alessandro, fu giustiziato dai partigiani per aver presieduto il Tribunale speciale che aveva condannato alla fucilazione il partigiano Giancarlo Puecher Passavalli. In merito a questa vicenda, la ricostruzione della vicenda documentale, effettuata da Raffaella Bianchi Riva, mostra come il Sallusti venne condannato a morte dalla corte d’assise straordinaria di Como, con sentenza del 31 luglio 1945, eseguita l'8 febbraio 1946, scagionando i partigiani nella sua fucilazione. 
Perito chimico-tessile e giornalista professionista dal 1981, ha lavorato nel 1984 a Il Sabato e in seguito nel 1987 a il Giornale con Indro Montanelli. È poi passato a Il Messaggero, ad Avvenire e al Corriere della Sera. È stato vicedirettore de Il Gazzettino di Venezia e direttore de La Provincia di Como. È stato condirettore e, dal gennaio 2007 al 15 luglio 2008, direttore responsabile di Libero, che lascia per diventare editore e direttore de L'Ordine di Como, l'ex quotidiano della diocesi comasca, al quale aveva lavorato da giovane, che torna quindi a essere pubblicato.
Il 21 agosto 2009 lascia la direzione de L'Ordine, restando come editorialista, per ricoprire il ruolo di condirettore de il Giornale, accanto a Vittorio Feltri. Dal 24 settembre 2010 Sallusti ha assunto la carica di direttore responsabile del quotidiano di Paolo Berlusconi, mentre Feltri è nominato direttore editoriale, incarico che lascia il 21 dicembre per tornare a Libero.
Dal 2009 diviene un volto televisivo, curando una rubrica del programma televisivo Mattino Cinque. Attualmente è ospite ricorrente delle tribune politiche di Rai, Mediaset e LA7. Nel 2011 ha vinto, tra le polemiche, il premio Penisola Sorrentina "Arturo Esposito" per il giornalismo; a conferirgli il premio è stato il presidente della Giuria, Magdi Cristiano Allam.
Dal 2017 al 2021 è stato direttore del sito di informazione on line InsideOver, collegato alla versione online de Il Giornale.
Il 13 maggio 2021 ha ufficialmente lasciato dopo 11 anni la direzione de Il Giornale, dove gli è subentrato Augusto Minzolini, per ritornare alla guida di Libero come direttore responsabile, dove ha sostituito Pietro Senaldi, che è rimasto al quotidiano come condirettore.
Sempre nel 2021 scrive assieme all'ex magistrato Luca Palamara il libro Il sistema, su alcuni scandali avvenuti all'interno della magistratura. Il libro ha suscitato molte polemiche, ed è stato rappresentato anche in un'opera teatrale a cura di Edoardo Sylos Labini. Nel 2022 esce Lobby & Logge, un nuovo capitolo dedicato agli scandali della magistratura e scritto sempre assieme a Palamara.
Il 7 settembre 2023 torna alla direzione de Il Giornale dopo due anni sostituendo Minzolini.

## Procedimenti giudiziari

### Caso Marcegaglia (2010)
Nel novembre del 2010 è stato oggetto di indagini giudiziarie, disposte dalla Procura di Napoli nei suoi confronti, per violenza privata nei confronti della presidente di Confindustria Emma Marcegaglia. L'inchiesta si basava soprattutto su alcune intercettazioni che coinvolgevano Nicola Porro, un collega di Sallusti. I pubblici ministeri hanno ravvisato in queste telefonate e nei comportamenti di Porro e Sallusti un atteggiamento di minaccia contro Marcegaglia, che aveva espresso opinioni discordanti con la politica del governo. Sallusti respinse le accuse e negò categoricamente di avere mai parlato al telefono o di persona sia con Rinaldo Arpisella (portavoce di Emma Marcegaglia) sia con l'imprenditrice. Ha poi querelato il capo della procura di Napoli Giandomenico Lepore che aveva affermato che le conversazioni telefoniche di Sallusti con Arpisella giustificavano l'indagine nei suoi confronti.

### Caso Cocilovo (2011-2012)
Il 17 giugno 2011 è stato condannato dalla Corte d'appello di Milano a un anno e due mesi di reclusione e a 5 000 euro di pena pecuniaria, per diffamazione a mezzo stampa, in riferimento a un corsivo pubblicato sotto lo pseudonimo Dreyfus nel febbraio 2007 su Libero, giudicato lesivo nei confronti del giudice tutelare di Torino Giuseppe Cocilovo che ha sporto querela. Il non riconoscimento della sospensione condizionale della pena (che viene sempre applicata quando, come in questo caso, la condanna non supera i due anni e l'imputato è incensurato, a meno che i giudici non rilevino la possibilità che questi possa reiterare la condotta criminosa in futuro) ha suscitato l'interessamento da parte della FNSI: la Federazione in particolare ritiene ingiusto il fatto che un giornalista venga obbligato a scontare materialmente il carcere solo per aver svolto il proprio lavoro.
Il giorno 26 settembre 2012 la Corte suprema di cassazione ha confermato in via definitiva la sentenza a un anno e due mesi di reclusione, di nuovo senza la sospensione condizionale, nonostante il procuratore generale avesse chiesto il rinvio alla Corte d'appello; in una nota emessa subito dopo il procedimento, la Corte di Cassazione ha precisato che la condanna non deriva dall'aver espresso un'opinione ma dalla pubblicazione di informazioni false. Sallusti è stato condannato sia per omesso controllo in qualità di direttore responsabile sia per "la non identificabilità dello pseudonimo Dreyfus e quindi la diretta riferibilità del medesimo al direttore del quotidiano"; il giorno successivo alla sentenza, l'onorevole Renato Farina ha rivendicato alla Camera la paternità dell'articolo.
Nelle motivazioni della sentenza depositate il 22 ottobre i supremi magistrati, richiamando la giurisprudenza della Corte europea, affermano che il carcere per la diffamazione rientra tra le "ipotesi eccezionali" ma legittime nei casi di "condotte lesive di diritti fondamentali". Nello specifico, i giudici si soffermano sulla "spiccata capacità a delinquere, dimostrata dai precedenti penali dell'imputato" e "la gravità del fatto delineata dalle modalità di commissione di fatti caratterizzati da particolare negatività".
Oltre al carcere, Sallusti è stato condannato al pagamento delle spese processuali, al risarcimento della parte civile e a rifondere 4.500 euro di spese per il giudizio davanti alla Suprema Corte. Il procuratore di Milano Edmondo Bruti Liberati ha affermato che l'esecuzione della pena detentiva sarà temporaneamente sospesa per l'assenza di cumuli di pene o redicive; questo significa che, ai sensi dell'art. 656, comma 5 c.p.p., il condannato ha 30 giorni di tempo per richiedere al Tribunale di sorveglianza misure alternative alla detenzione in carcere, misure delle quali Sallusti ha comunque dichiarato di non voler usufruire. Lo stesso giorno, il direttore de Il Giornale ha rassegnato le dimissioni dal quotidiano.
Il giorno 26 ottobre Sallusti ha ricevuto la notifica di arresto; del caso si è occupato personalmente il procuratore generale, che il mese successivo ha inoltrato al giudice di sorveglianza una richiesta di esecuzione della pena presso il domicilio in cui il giornalista viveva con la compagna Daniela Santanchè. Il cosiddetto "decreto svuota-carceri" prevede infatti che chiunque debba scontare una pena detentiva inferiore ai 18 mesi e non costituisca un pericolo sociale possa espiare la propria condanna in luogo diverso dal carcere. I pm dell'ufficio esecuzione, in risposta a tale richiesta, hanno inscenato una protesta sostenendo che se tutti si comportassero in questa maniera il Tribunale sarebbe invaso di carte: in effetti nell'ufficio milanese normalmente nessuno osserva le disposizioni previste dal decreto, abbandonando al loro destino i condannati che in teoria avrebbero diritto a rientrare nello svuota-carceri. I magistrati hanno per questo definito Sallusti un "privilegiato" e "minacciato" di inviare ai giudici di sorveglianza tutti i fascicoli relativi a casi analoghi, che sono parecchi.
Il 21 dicembre 2012 il presidente della Repubblica Giorgio Napolitano ha commutato la condanna inflitta a Sallusti in una pena pecuniaria (multa di 15 532 €).
Per l'articolo sul giudice Cocilovo il 21 marzo 2013 Sallusti è stato sospeso per tre mesi dall'Ordine dei giornalisti della Lombardia. «Graziato dal presidente della Repubblica, ma condannato dai colleghi a tre mesi di sospensione. Buffoni» è stato il suo commento.

### Evasione dagli arresti durante il Caso Cocilovo (2012)
Sottoposto alla detenzione domiciliare presso la propria abitazione, il 30 novembre 2012 Sallusti si è reso protagonista di un episodio di "evasione" subito fermato dagli uomini della DIGOS. L'ex direttore del Giornale era stato prelevato quel giorno in esecuzione del provvedimento di arresto. Il 12 dicembre 2012 lo stesso Sallusti comunica di essere stato sospeso dall'Ordine dei giornalisti sospensione dovuta all'accusa di evasione, atto dovuto in base all'applicazione dell'art. 39 della legge professionale. Il 13 dicembre il tribunale assolve Sallusti dall'accusa di evasione dagli arresti domiciliari perché "il fatto non sussiste". La decisione del tribunale fa decadere la sospensione dall'Ordine dei giornalisti.

### Diffamazione di un magistrato
Il 27 settembre 2012, è iniziato un nuovo processo per diffamazione a suo carico, sempre per omesso controllo su un articolo pubblicato da un giornalista di Libero nel 2007, quando Sallusti era ancora direttore di quel quotidiano: il querelante è di nuovo un magistrato, per la precisione un procuratore della Procura militare di Padova.

### Caso Sgarbi-Di Matteo (2014-2018)
Nel maggio 2018 il giudice monocratico di Monza Bianchetti ha condannato Alessandro Sallusti a tre mesi di reclusione per omesso controllo su un articolo scritto da Vittorio Sgarbi (condannato a 6 mesi) su Il Giornale. Vittorio Sgarbi aveva diffamato il magistrato palermitano Nino Di Matteo, dato che il 2 gennaio 2014 scrisse su Il Giornale: «Riina non è, se non nelle intenzioni, nemico di Di Matteo. Nei fatti è suo complice». Entrambi hanno avuto la sospensione della pena.

### Caso Napolitano (2021)
Il presidente emerito Giorgio Napolitano ha vinto la sua causa per diffamazione contro Sallusti. Lo staff di Napolitano ha dichiarato che il tribunale civile di Roma "ha affermato che nei titoli e negli articoli riportati da Sallusti si riferisce reiteratamente al senatore Napolitano utilizzando oltre ad espressioni ed accostamenti suggestivi, allusivi ed insinuanti, termini quali "trame", "golpe", "complotto", "alto tradimento" che travalicando il limite della continenza e correttezza espressiva si traducono in un attacco alla persona e alla dignità dell’ex Capo dello Stato che integra gli estremi della diffamazione e, segnatamente, dato il mezzo usato, della diffamazione a mezzo stampa". Il senatore a vita ha deciso di devolvere il risarcimento di 30.000€ al Museo nazionale dell'ebraismo italiano e della Shoah di Ferrara.

## Procedimenti disciplinari

### Caso Farina (2011)
Il 14 giugno 2011 è stato sospeso per due mesi dalla professione giornalistica in seguito a un'azione disciplinare avviata dall'Ordine dei giornalisti della Lombardia, per avere consentito la collaborazione presso il Giornale, 
dall'ottobre del 2006 al luglio del 2008, dell'ex giornalista e deputato Renato Farina, anche se quest'ultimo era stato radiato dall'Ordine.

### Caso scuola Morvillo-Falcone (2012)
Il 13 ottobre 2012 l'Ordine dei giornalisti della Lombardia ha inflitto la sanzione disciplinare della censura (secondo livello di sanzione disciplinare prevista dalle norme sulla professione) ad Alessandro Sallusti per la pubblicazione di alcune fotografie, sul quotidiano Il Giornale, relative all'attentato alla scuola "Morvillo-Falcone" di Brindisi avvenuto il 20 maggio 2012 e che costò la vita alla studentessa Melissa Bassi. Una di queste foto, pubblicata in prima pagina con enorme evidenza, ritraeva una delle ragazze coinvolte, a terra, ferita, con i vestiti bruciati e parte del corpo denudata.
Il Consiglio dell'Ordine ha ritenuto che tale pubblicazione abbia trasceso il diritto-dovere di informare il pubblico e abbia leso la dignità (...) della ragazza ritratta. A tutti, infatti, è stato dato modo di coglierla in un momento di estrema vulnerabilità, mentre la sua condizione avrebbe richiesto maggiore riguardo e pudore. L'umiliazione che la ragazza ha subito nel rimanere a terra, inerte, con il corpo parzialmente scoperto è stata enormemente accresciuta dalla pubblicazione dell'immagine sulla prima pagina di un quotidiano.

## Vita privata
Dal 2007 fino al 2016 è stato legato sentimentalmente a Daniela Santanchè.
Dal 2017 ha una relazione con l'imprenditrice e opinionista televisiva Patrizia Groppelli. La coppia si sposa il 31 maggio 2023 in comune a Milano davanti al sindaco Giuseppe Sala e una seconda cerimonia non ufficiale viene celebrata pochi giorni più tardi da Nicola Porro a Lerici; testimone dello sposo è Giuseppe Cruciani.

## Opere
- Con Luca Palamara, Il sistema. Potere, politica, affari: storia segreta della magistratura italiana, Milano, Rizzoli, 2021.
- Con Luca Palamara, Lobby & logge. Le cupole occulte che controllano "il sistema" e divorano l'Italia, Milano, Rizzoli, 2022.

## Televisione

### Opinionista
- Otto e mezzo su LA7
- Dimartedì su LA7
- L'aria che tira su LA7
- Piazzapulita su LA7
- Non è l'Arena su LA7
- Quarta Repubblica su Rete 4
- Dritto e rovescio su Rete 4
- Stasera Italia su Rete 4
- Mattino 5 su Canale 5
- Domenica in su Rai 1
- Porta a Porta su Rai 1

## Parodie
Una parodia televisiva su Sallusti è stata interpretata dall’imitatore David Pratelli nella trasmissione Quelli che il calcio e...